# 新几内亚秧鸡
新几内亚秧鸡（学名：Megacrex inepta）是秧鸡科下的一种鸟类，它属于自己的单型属。新几内亚秧鸡分布于印度尼西亚和巴布亚新几内亚。其自然栖息地为亚热带或热带湿润低地森林、亚热带或热带红树林以及亚热带或热带沼泽。它受到栖息地丧失的威胁。